# Barotseland

Bandiera del Barotseland

Il Barotseland, o Regno dei Barotse, è una regione dello Zambia che oggi corrisponde alla sua provincia occidentale. È il luogo del popolo Barotse o Lozi che sembrerebbe provenire dal Congo nel XVI e XVII secolo.
La parte centrale del Barotseland, a ovest della città di Mengu, si trova nella pianura alluvionale di Barotse nei meandri dell'Alto Zambesi, ma si estende anche sui vicini altipiani e scende al confine con la Namibia (Dito di Caprivi).

## Storia

### Periodo pre-coloniale
Il Barotseland era un tempo un regno che comprendeva le regioni oggi unite ad altre province dello Zambia (nord-ovest, centrale e meridionale), Angola, oltre il fiume Cuando e Namibia (Dito di Caprivi). Il re portava il titolo di "Mbumu Wa Litunga", che significa "Guardiano della terra", e risiedeva alternativamente in pianura, a Lealui e sulle alture, a Limulunga.
Dal 1823, i Bulozi furono invasi da una tribù Sotho cacciata dal "Mfecane”, il movimento di espansione dell'Impero Zulu nell'attuale Natal; parte della regione di Winburg Stato Libero dell'Orange), arrivò nell'Alto Zambesi dopo aver aggirato i confini orientali del Kalahari ed rimase brevemente in vari luoghi. Nel 1838, Sebitwane, il capo della tribù, rovesciò la dinastia precedente diventando lui stesso re con il titolo non più di Litunga ma di "Morêna”. La lingua Sesotho venne inoltre parlata dalla classe dirigente, nota come "Makololo”, e divenne quindi la lingua ufficiale del regno in cui, peraltro veniva parlata da una parte del popolo Lozi. Durante il suo regno, Sebitwane ricevette David Livingstone e gli chiese di creare una missione nel suo paese per essere protetto dalla costante minaccia posta ai Bulozi dal regno degli Ndebele (o Matabeles), situato appena a sud dello Zambesi.

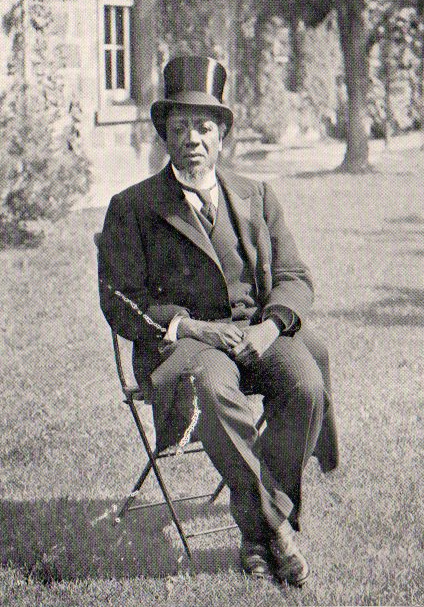
Re Lewanika I in Europa nel 1913.

Nel 1853, Sekeletu, il successore del re Sebitwane, ribadì la richiesta di missionari a Livingstone che, al suo ritorno a Londra, convinse la Missionary Society di Londra a inviare missionari a Bulozi. Una squadra di missionari arrivò nel 1859, ma essi, Helmore e Price, accompagnati dalle loro mogli e figli, furono mal accolti da Sekeletu che pensava che avrebbe visto arrivare Livingstone di persona. Il gruppo cadde presto vittima di una malattia, o avvelenamento, e Price, l'unico sopravvissuto, riuscì a raggiungere a Kuruman.
Nel giugno 1864, a seguito di una rivolta dei Lozi, il loro leader, Sipopa Lutangu, prese il potere per ristabilire la dinastia Litunga, ma non cambiò la sua politica. Il sesotho rimase la lingua ufficiale del paese e fu mantenuta la richiesta di missionari di preservarsi dagli Ndebele. Dal 1884, a causa delle rivalità tra capi, il paese visse alcuni anni di guerra civile. Il re Lubosi I, che regnava dal 1878, venne rovesciato da Akufuna, al quale succedette Sikufele, che autorizzò il missionario francese François Coillard a fondare una stazione missionaria a Sefula.
Nel 1885 Lubosi I tornò dall'Angola, dove aveva preparato il suo ritorno, e guidò una sanguinosa repressione contro gli usurpatori. Riprense il potere sotto il nome di Lewanika I questa volta e guida una politica che sarà ancora una volta la stessa di quella dei suoi predecessori a favore dei missionari per proteggersi dal potente vicino Ndebele e per cercare protezione dal Corona britannica. Dovette anche affrontare l'espansionismo degli europei nella loro ricerca di concessioni minerarie sul paese.

### Sotto la tutela britannica
Il Barotseland fu il primo paese a nord dello Zambesi a firmare una concessione nel giugno 1889, ma a partire da novembre tale concessione venne acquistata dalla British Company of South Africa diretta da Cecil Rhodes. Lewanika si rese presto conto di essere stato ingannato poiché nulla nel trattato specificava che gli fosse stata concessa la protezione formale della Corona britannica. Scrisse quindi alla regina Vittoria per riferire che gli agenti della British South Africa Company non avevano espresso correttamente le sue richieste nel trattato di concessione. Non solo non venne ascoltato ma, nel 1899, il Regno Unito annesse ufficialmente il Barotseland facendone il protettorato del Barotseland-North West Rhodesia. Il Barotseland, che mantenne uno statuto di relativa autonomia, continuò a collaborare permanentemente con le autorità britanniche per mantenere o addirittura espandere la propria autonomia interna. Nominò quindi un primo ministro fino all'ottobre 1965 e la Corona britannica venne rappresentata localmente, prima da un residente britannico, poi dai delegati del Governatore della Rhodesia del Nord.

### Dopo l'indipendenza dello Zambia

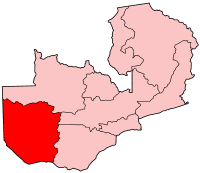
Il Barotseland corrisponde alla provincia occidentale dello Zambia.

Dopo l'indipendenza dello Zambia nel 1964, il Barotseland divenne la provincia di Barotseland, ma si scontrò con la politica centralizzante del presidente Kenneth Kaunda. Quest'ultimo riconobbe una certa autonomia al Barotseland ma senza una reale capacità politica, avendo pure abolita la figura di primo ministro nell'ottobre 1965. Il Barotseland rifiutò quindi di accettare questo stato di cose ed espresse persino una volontà secessionista che non fu tollerata dal governo di Lusaka. Nel 1969, il governo dello Zambia decise di non riconoscere più il Barotseland come provincia autonoma e arrivò anche a cambiarne da provincia di Barotseland a una semplice "Provincia Occidentale".
Oggi le idee secessioniste non sono del tutto scomparse e i popoli barotse accusano il governo di Lusaka di tenere il Barotseland lontano da qualsiasi sviluppo e di non trattarlo come le altre province in materia di elettrificazione o di costruzione delle strade. La monarchia non è stata però completamente abolita. Il re dal 2000, è stato Litunga Lubosi II Imwiko.